# Louise Jöhncke
Louise Jöhncke, née le 31 juillet 1976 à Stockholm, est une nageuse suédoise.

## Palmarès

### Jeux olympiques d'été
- Jeux olympiques d'été de 2000 à Sydney
  -  Médaille de bronze du relais 4 × 100 mètres nage libre

### Championnats du monde

#### En petit bassin
- Championnats du monde 1993
  -  Médaille d'argent du relais 4 × 100 m nage libre

- Championnats du monde 1995
  -  Médaille de bronze du relais 4 × 100 m nage libre

- Championnats du monde 1997
  -  Médaille d'argent du relais 4 × 200 m nage libre

- Championnats du monde 1999
  -  Médaille d'or du relais 4 × 200 m nage libre
  -  Médaille de bronze du relais 4 × 100 m quatre nages

- Championnats du monde 2000
  -  Médaille d'or du relais 4 × 100 m nage libre

### Championnats d'Europe de natation

#### En grand bassin
- Championnats d'Europe 1993
  -  Médaille d'argent du relais 4 × 100 mètres nage libre
  -  Médaille d'argent du relais 4 × 200 mètres nage libre

- Championnats d'Europe 1995
  -  Médaille d'argent du relais 4 × 100 mètres nage libre

- Championnats d'Europe 1997
  -  Médaille d'argent du relais 4 × 100 mètres nage libre
  -  Médaille d'argent du relais 4 × 200 mètres nage libre

- Championnats d'Europe 1999
  -  Médaille d'argent du relais 4 × 100 mètres nage libre
  -  Médaille d'argent du relais 4 × 200 mètres nage libre

- Championnats d'Europe 2000
  -  Médaille d'or du relais 4 × 100 mètres nage libre
  -  Médaille d'or du relais 4 × 100 mètres quatre nages

#### En petit bassin
- Championnats d'Europe 1998
  -  Médaille de bronze du 100 mètres nage libre
  -  Médaille de bronze du 200 mètres nage libre